# Paul Van Hoegaerden
Paul Victor Marie Van Hoegaerden (Brussel, 17 oktober 1858 – Harre, 24 juli 1922) was een Belgisch liberaal volksvertegenwoordiger, senator en Minister van Staat.

## Levensloop
Van Hoegaerden was een zoon van de textielindustrieel Jean-Victor Van Hoegaerden en van Léonie Drugman. Jean was ook voorzitter van  de Algemene Spaar- en Lijfrentekas en gouverneur van de Nationale Bank van België. Hij promoveerde tot doctor in de rechten (1880) aan de Université Libre de Bruxelles en vestigde zich als advocaat aan de balie van Luik. 
Door zijn huwelijk met Gabrielle Braconier, de enige dochter van de Luikse staalindustrieel en senator Frédéric Braconier werd Van Hoegaerden eveneens ondernemer. Hij werd eerst juridisch adviseur van diens bedrijven en volgde hem later op als algemeen directeur en afgevaardigd bestuurder. 
Van Hoegaerden ging net als zijn schoonvader in de politiek. Van 1888 tot 1892 was hij provincieraadslid van de provincie Luik, daarna werd hij twee jaar liberaal volksvertegenwoordiger voor het arrondissement Luik. In 1912 was hij enkele weken senator. Hij zetelde opnieuw in de Kamer van volksvertegenwoordigers vanaf 1914 en vervulde dit mandaat tot aan zijn dood. Hij was vooral actief in de debatten in verband met het taalgebruik in het leger en het onderwijs, en was ook actief in de Waalse Beweging. 
Tijdens de Eerste Wereldoorlog maakte Van Hoegaerden zich verdienstelijk door het opzetten van een aantal sociale hulpprogramma's voor de bevolking. Als voorzitter van het Nationaal Comité voor Hulp en Bevoorrading genoot hij een grote populariteit onder de bevolking. Na de oorlog werd hij wegens zijn verdiensten benoemd tot minister van Staat.
Van Hoegaerden zette zich in om van Luik een industrieel en commercieel centrum te maken. Vanaf 1898 was hij vicevoorzitter van het comité dat de wereldtentoonstelling van 1905 voorbereidde. Hij zette zich ook in om Luik beter bereikbaar te maken per schip. Zo zorgde hij er in 1914 voor dat de Maas gekanaliseerd kon worden. Later zette hij nog de eerste stappen in de voorbereiding van de uitbouw van een Luikse haven en de verbinding van Luik met Antwerpen (het latere Albertkanaal) maar deze twee projecten werden pas na zijn dood gerealiseerd.

## Activiteiten
Als industrieel was Van Hoegaerden:
- afgevaardigd bestuurder van de Société des Hauts Fourneaux, Mines et Usines d'Audun-le-Tiche,
- afgevaardigd bestuurder en voorzitter van de Usines et Aciéries Léonard Giot,
- afgevaardigd bestuurder van de Aciéries de Sambre-et-Meuse,
- bestuurder van de Société d'Entreprise Générale de Travaux,
- bestuurder van de Société des Tramways Liégeois,
- bestuurder van de Tramways de Nicolaeffe,
- bestuurder van de Ateliers de Kharkoff,
- bestuurder van de Société des Tramways de Barcelone à San Andres,
- bestuurder van de Compagnie Nationale Belge de Transports,
- voorzitter van de Société des Charbonnages du Horloz,
- bestuurder van de Crédit Général Liégeois,
- bestuurder van de Société des Produits Chimiques et Electrochimiques,
- bestuurder van de Société Générale de Tramways et d'Applications d'Electricité,
- bestuurder van de Compagnie Internationale des Borax,
- bestuurder van Matières premières pour Chapellerie,
- voorzitter van de Charbonnages de la Bacnure,
- bestuurder van de Algemene Spaar- en Lijfrentekas,
- bestuurder van de Compagnie du Platine,
- bestuurder van de Société Cotonnière de Saint-Etienne du Rouvray,
- bestuurder van de Société Belge de Crédit Industriel et Commercfial et de Dépôts,
- censor en voorzitter van het College van Censoren van de Nationale Bank,
- voorzitter van de Charbonnages de Basse-Ransy,
- bestuurder van de Hauts-Fourneaux de Rumelange,
- voorzitter van de Aciéries de Sambre et Meuse,
- bestuurder van de Produits Tannants d'Hemixem,
- bestuurder van Deutsch-Luxemburgs Bergwerk,
- voorzitter van de Fonderies de Zinc de la Vieille-Montagne,
- bestuurder van de Tramways de Lombardie et Romagne,
- bestuurder van Aciéries de France,
- bestuurder van Couperie Belgo-Américaine.

Hij was verder ook:
- medestichter van de Société des Maisons ouvrières du Sud de Liège,
- medestichter van de Société des Maisons ouvrières du Nord de Liège,
- stichtend voorzitter van de Syndicat des Charbonnages Liégeois,
- lid van de Hoge Raad van de Industrie en de Handel,
- voorzitter van de Bourse industrielle de Liège,
- stichtend voorzitter van de Fédération des Associations commerciales et industrielles,
- bestuurder van de Universiteit van Luik.

## Erkenning
In Luik en in Esneux, waar hij woonde, zijn een straat naar hem vernoemd.